# Krystalinikum
Krystalinikum anebo basement (z angl. podloží) je komplex krystalických, většinou metamorfovaných a magmatických hornin, hlavně granitoidů. Obvykle se používá pro označení vrstvy hornin pod sedimenty, platformním pokryvem nebo výplní pánví. Samotný sedimentární pokryv krystalinika je často označovaný jako sedimentární obal.
V Evropě a Severní Americe, s výjimkou nejstarších prekambrických štítových oblastí, je krystalinikum tvořeno nejčastěji hercynskými nebo i staršími kaledonskými horninami. Na hercynsky konsolidované krystalinikum obvykle nasedají permské červené pískovce, evapority a druhohorní vápence. V některých případech v důsledku zvýšených tlaků a teplot umožnila souvrství evaporitů, které tvořily nejslabší zónu, odlepení nadložních vápenců a jejich přesun ve formě příkrovů, což jen zdůrazňuje rozdíl mezi velmi pevným krystalinikem a jeho méně odolným, ba často i plasticky se chovajícím obalem.
Mnoho geologů v odborech jako pánevní analýza, sedimentologie a ložisková geologie používá termín krystalinikum v poměrně všeobecném smyslu jako označení všech metamorfovaných a magmatických hornin. V krystaliniku je soustředěn největší počet ekonomicky významných rudných ložisek. Oproti tomu při vyhledávaní uhlovodíků jsou horniny krystalinika celkem nezajímavé, protože je téměř vyloučeno, že by mohly obsahovat ropu nebo zemní plyn.